# Dominique Aubertin
Dominique Joseph Aubertin, né le 28 avril 1752 à Lunéville et mort le 21 avril 1825 à Lunéville est un militaire français. Il prend part aux guerres de la Révolution française et à la guerre de Vendée.

## Biographie
Dominique Joseph Aubertin naît à Lunéville le 28 avril 1752. En 1767 ou en 1769, il s'engage dans le régiment de Beauce, qui formera lors de la Révolution le 68e régiment d'infanterie.
En 1771, il combat en Corse contre les forces de Pascal Paoli. Il passe tous les gardes inférieurs jusqu'à devenir quartier-maître trésorier. En 1791, il reçoit la croix de Saint-Louis.
Au début des guerres de la Révolution française, Aubertin participe au sein de l'Armée du Nord au combat de Quiévrain, puis à la bataille de Jemappes et aux prises de Mons, Bruxelles et du château de Namur,. Il est promu au grade de capitaine le 14 mars 1793, puis est placé à la tête du 11e bataillon d'Orléans, constitué de volontaires et de troupes de ligne.
Aubertin est envoyé en Vendée en mai 1793. Sous les ordres du général Westermann, il participe en juillet à la première bataille de Moulin-aux-Chèvres et à la première bataille de Châtillon qui se termine par un désastre pour les républicains, qui sont presque tous tués ou faits prisonniers. Aubertin regagne Niort avec seulement 14 officiers et soldats sur les 450 hommes sous ses ordres pendant le combat. Parmi les disparus, dix officiers et 70 sous-officiers et soldats font partie des 5 000 prisonniers républicains relâchés par les Vendéens à Saint-Florent-le-Vieil en octobre.
En octobre, Aubertin prend part, toujours sous les ordres de Westermann, à la deuxième bataille de Châtillon, qui se termine par une nouvelle défaite.
Remis à la tête du 11e bataillon réorganisé, Aubertin est envoyé aux Sables-d'Olonne et sert à la fin de l'année 1793 sous les ordres de Dutruy et de Haxo. Contre les forces de Charette, il participe à bataille de La Garnache, à la bataille de Bouin et à la bataille de Noirmoutier. Le 15 nivôse an II (4 janvier 1794), lendemain de la reprise de l'île de Noirmoutier, Aubertin est promu au grade d'adjudant-général par les représentants en mission Prieur de la Marne, Turreau et Bourbotte, ce qui est confirmé par le Conseil exécutif le 13 prairial an III (25 juin 1795). 
En 1794, Aubertin participe aux colonnes infernales dans les environs de Machecoul. Il affirme dans ses mémoires que les ordres incendiaires ne furent pas exécutés dans cette zone. Sous les ordres de Haxo, il participe également à plusieurs expéditions contre Charette.
Aubertin quitte ensuite l'Armée de l'Ouest et passe à l'Armée de la Moselle au sein de laquelle il participe aux campagnes de 1795 et 1796,. Grièvement blessé, il est réformé le 22 septembre 1796,. Il sollicite sa retraite et l'obtient en 1797 pour cause d'infirmité,. Il rédige vers la fin de sa vie ses mémoires sur sa participation à la guerre de Vendée.

## Mémoires
- Dominique Aubertin, Mémoires sur la guerre de la Vendée, en 1793 et 1794, par l'adjudant-général Aubertin, Paris, Baudoin frères, libraires-éditeurs, 1824, 175 p. (lire en ligne).